# ستيفن هوف
ستيفن هوف (بالإنجليزية: Stephen Hough)‏ هو معلم موسيقى وعازف بيانو وملحن ومغن مؤلف أسترالي وبريطاني، ولد في 22 نوفمبر 1961 في Heswall ‏ في المملكة المتحدة.

## وصلات خارجية
- الموقع الرسمي
- ستيفن هوف على موقع ميوزك برينز (الإنجليزية)
- ستيفن هوف على موقع أول ميوزيك (الإنجليزية)
- ستيفن هوف على موقع ديسكوغز (الإنجليزية)